# Solana (Cagayán)
Solana es un municipio filipino de primera categoría perteneciente a  la provincia de Cagayán en la Región Administrativa de Valle del Cagayán, también denominada Región II.

## Geografía
Tiene una extensión superficial de 234.60 km² y según el censo del 2007, contaba con una población de 71.465 habitantes, 76.596 el día primero de mayo de 2010

### Barangayes
Solana se divide administrativamente en 38 barangayes o barrios, 36 de  carácter rural y los dos restantes de carácter urbano.
| - Andarayan North - Lannig - Bangag - Bantay - Basi East - Bauan East - Cadaanan - Calamagui - Carilucud - Cattaran - Centro Northeast (Pob.) - Centro Northwest (Pob.) - Centro Southeast (Pob.) | - Centro Southwest (Pob.) - Lanna - Lingu - Maguirig - Nabbotuan - Nangalisan - Natappian West - Natappian East - Padul - Palao - Parug-parug - Pataya - Sampaguita - Maddarulug (Santo Domingo) | - Ubong - Dassun - Furagui - Gadu - Iraga - Andarayan South - Basi West - Bauan West - Calillauan - Gen. Eulogio Balao - Malalam-Malacabibi |